# Valāmdeh
Valāmdeh (persiska: وُلامَدِه, ولامده) är en ort i Iran.   Den ligger i provinsen Mazandaran, i den norra delen av landet, 220 km öster om huvudstaden Teheran. Valāmdeh ligger 1 263 meter över havet och antalet invånare är 636.
Terrängen runt Valāmdeh är kuperad åt nordväst, men åt sydost är den bergig. Runt Valāmdeh är det ganska tätbefolkat, med 100 invånare per kvadratkilometer. Närmaste större samhälle är Bīsheh Band, 17,5 km nordost om Valāmdeh. I omgivningarna runt Valāmdeh växer i huvudsak blandskog.